# 奧塔瓦洛

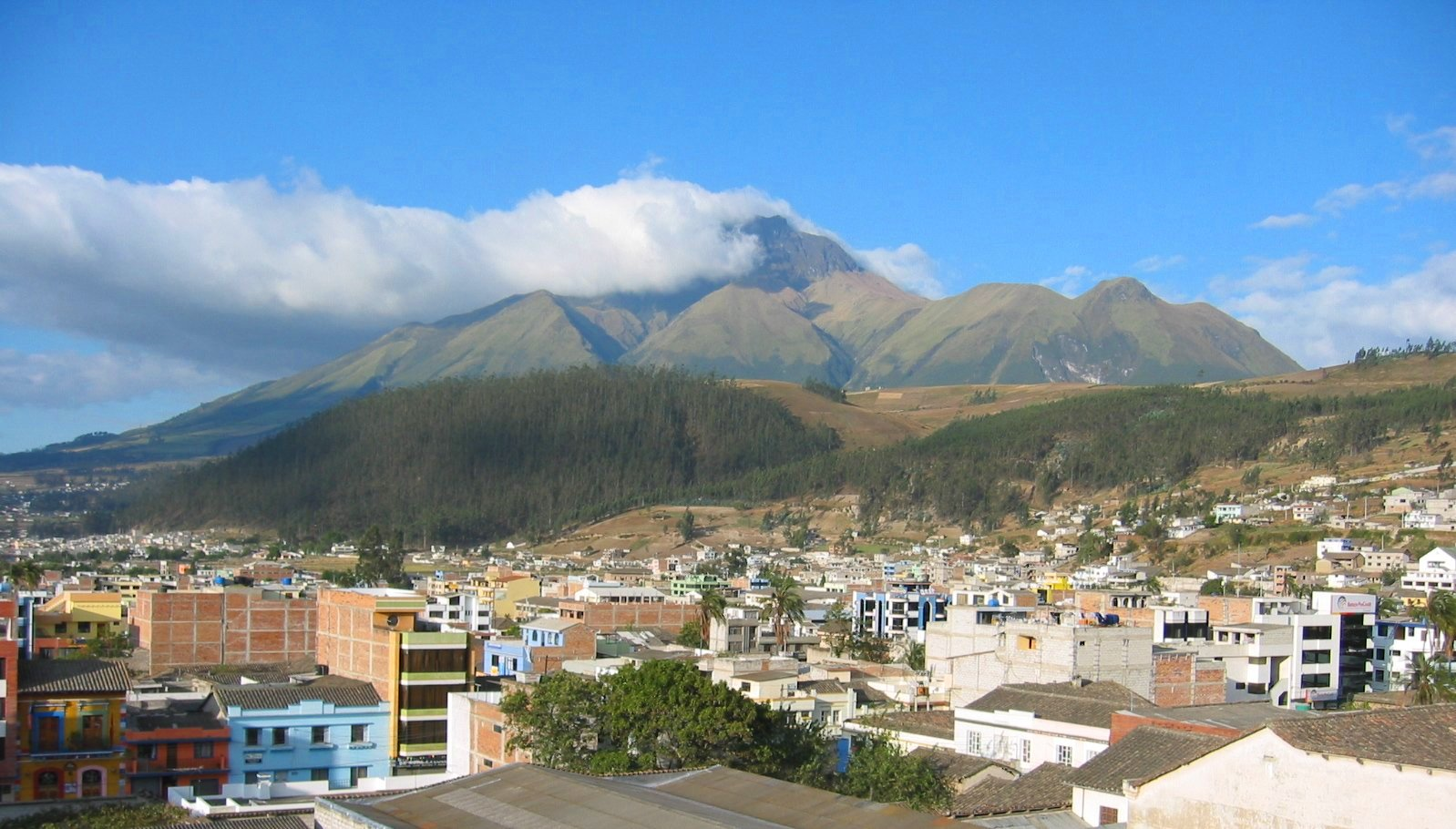

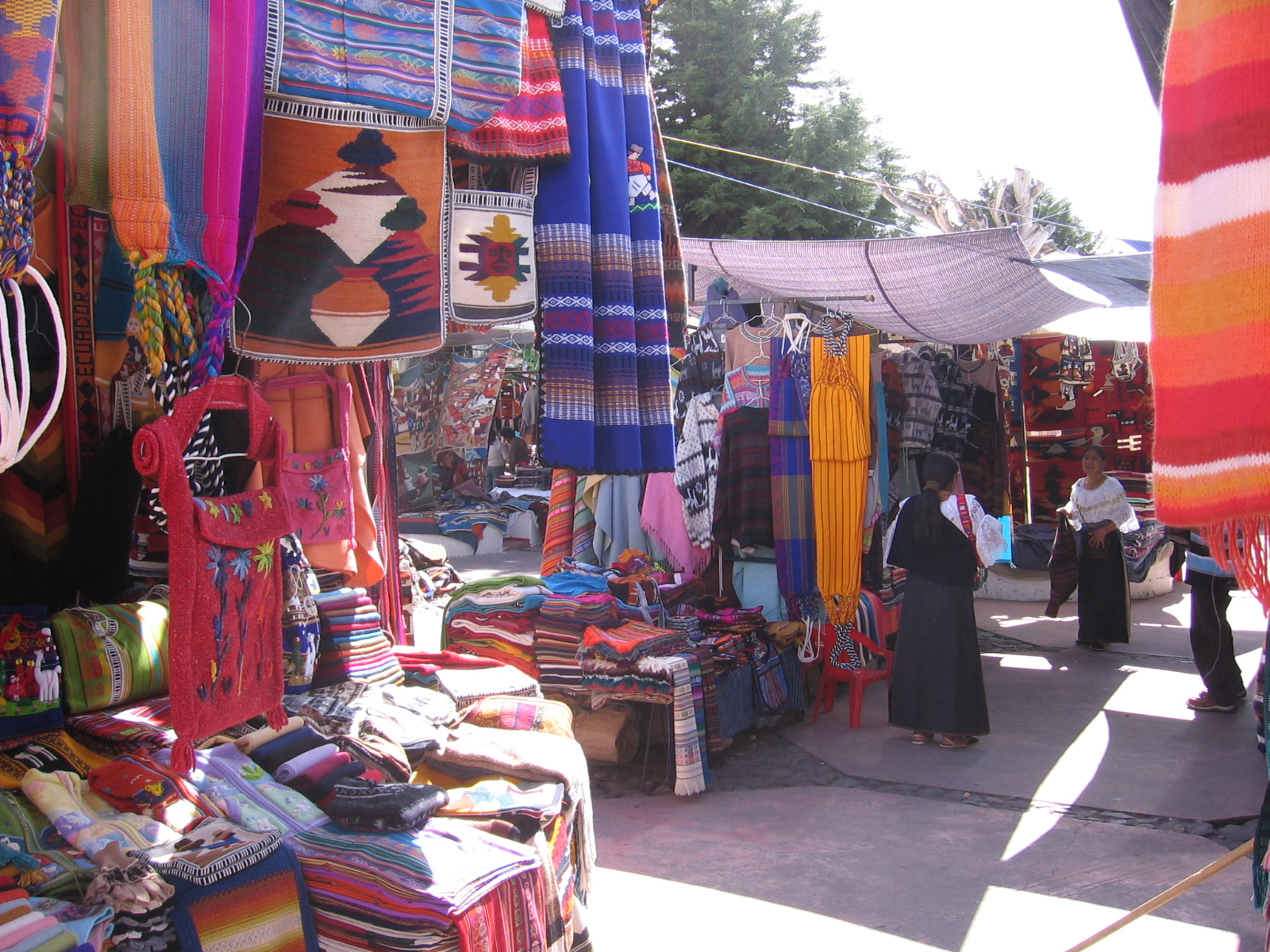

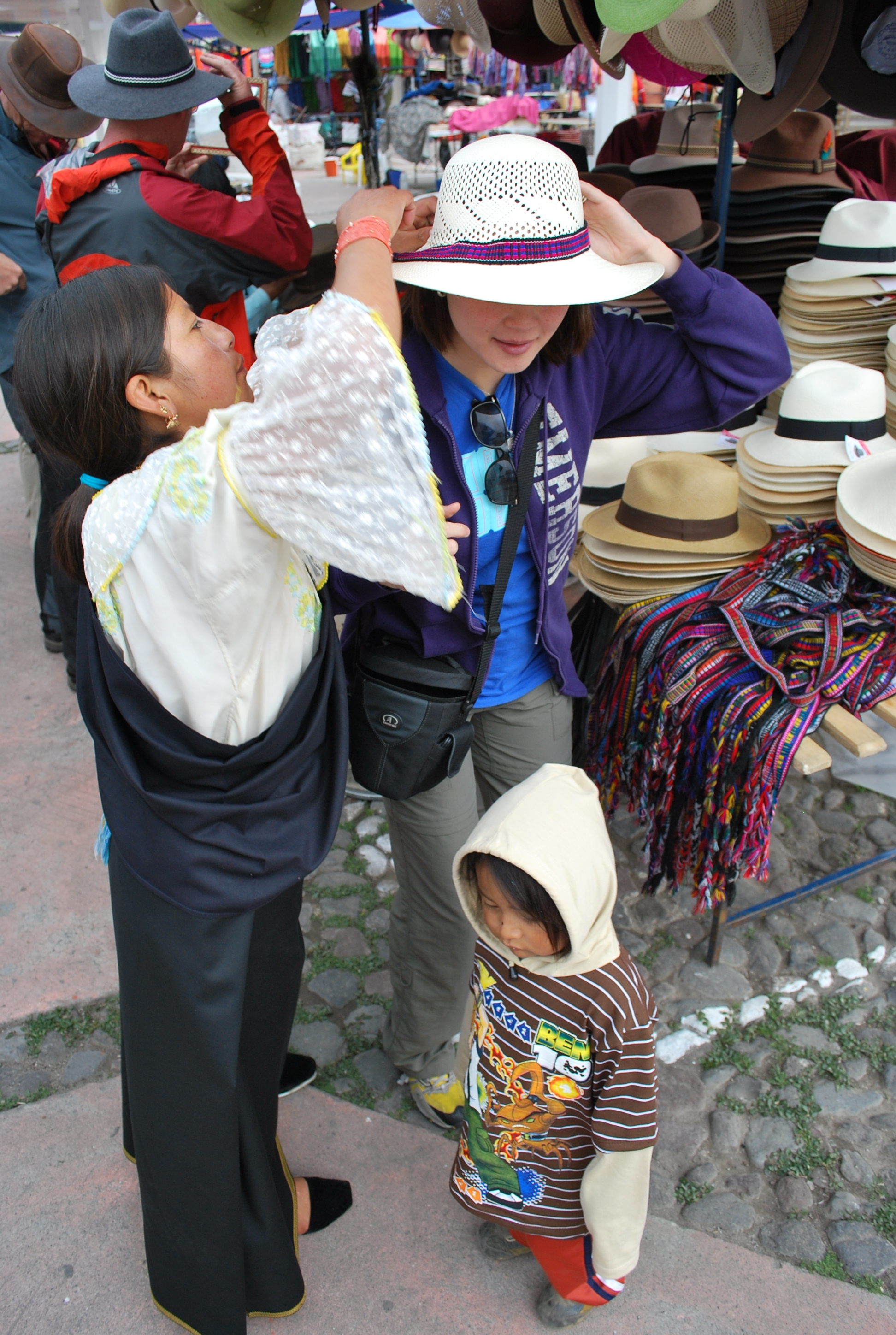

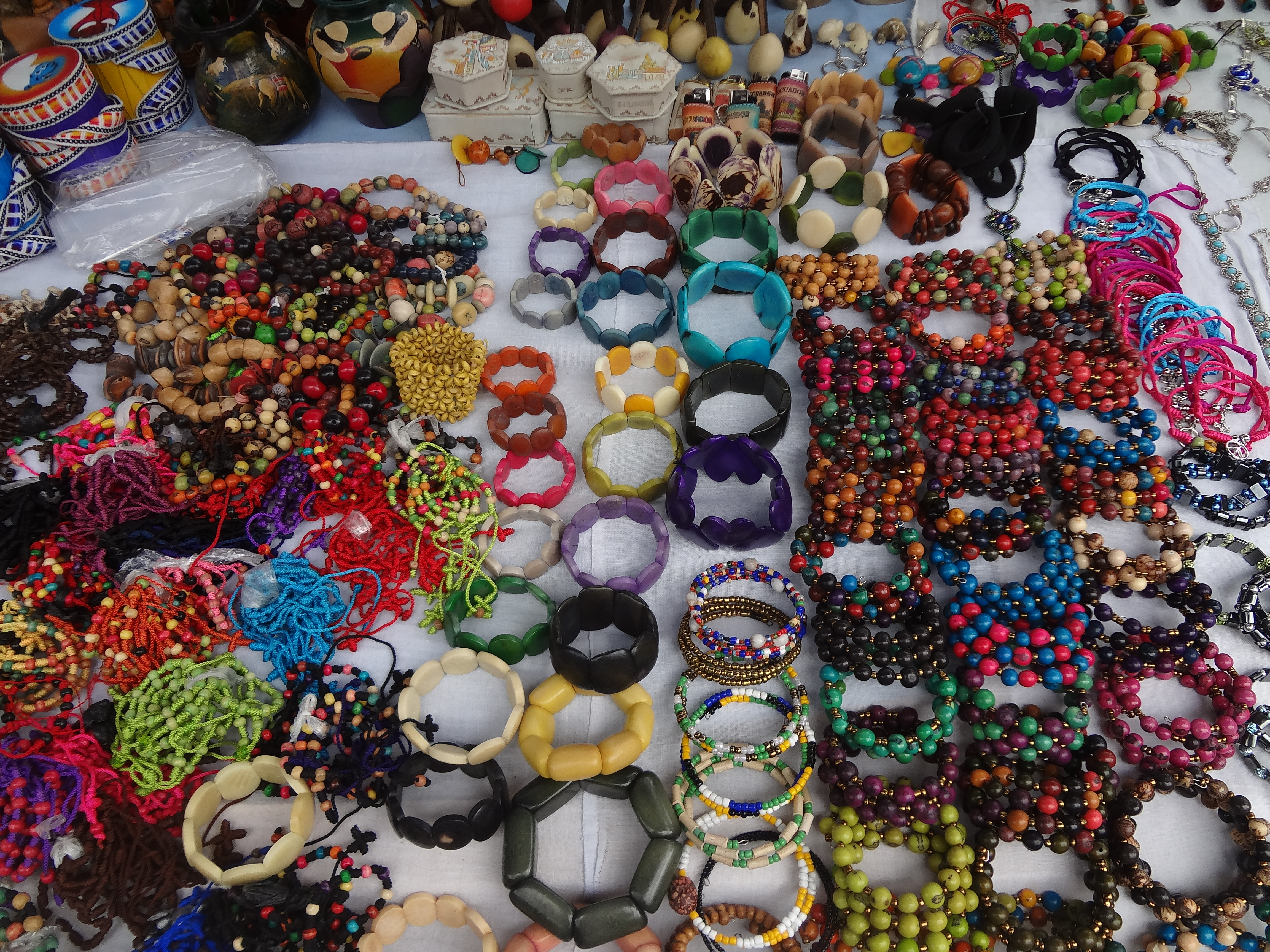

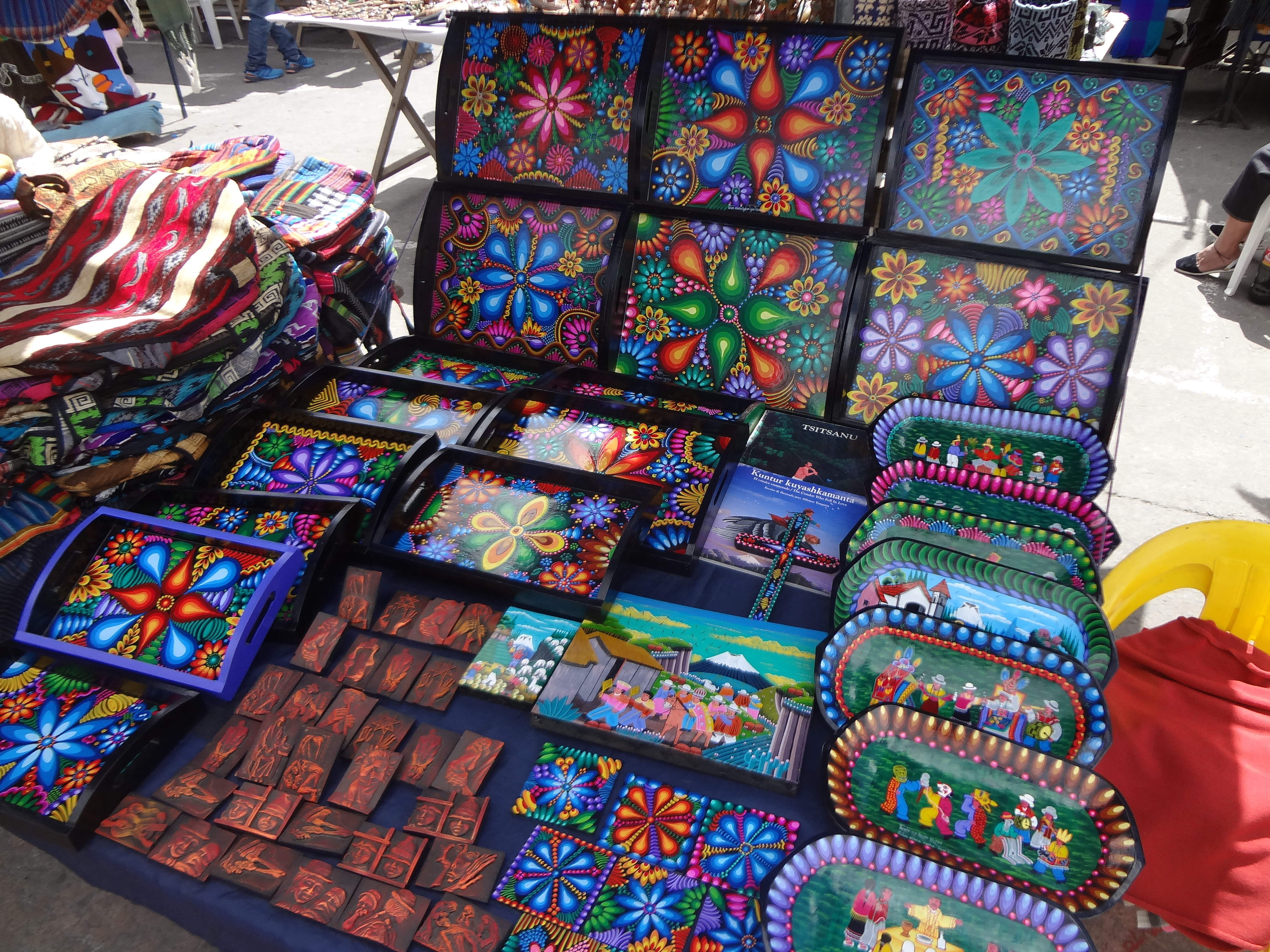

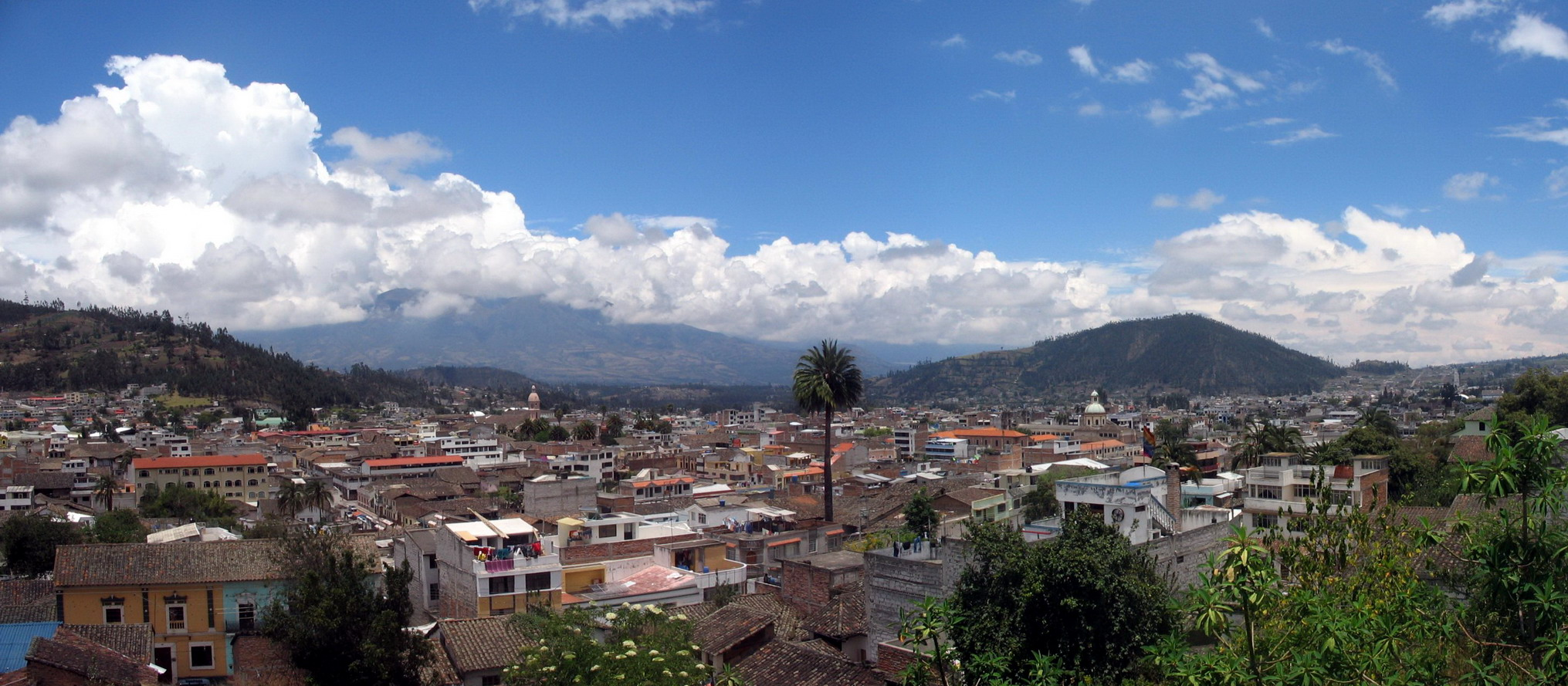

奧塔瓦洛（西班牙語：Otavalo）是厄瓜多爾北部的城鎮，由因巴布拉省負責管轄，是奧塔瓦洛縣的首府。其始建於1534年12月，海拔高度2,550米。2022年的人口爲41,718人。

## 文化
當地的原住民奧塔瓦洛人以編織紡織品而聞名，這些紡織品通常由羊毛製成，並在周六市場Plaza de los Ponchos上出售。商店出售手工製作的毛毯、桌布等紡織品，該市場的歷史可以追溯到19世紀70年代，是南美洲最大的露天市場之一。